# 碳酸二甲酯
碳酸二甲酯（DMC）是一个有机化合物，可看作碳酸的二甲基酯。它是可燃的澄清液体，沸点90°C，不溶于水，可用作甲基化试剂。相比其他甲基化试剂，如碘甲烷和硫酸二甲酯，碳酸二甲酯毒性较小，而且可被生物降解。
以前以光气为原料制取碳酸二甲酯的方法已不常用，取而代之的是用甲醇在氧气存在下的催化氧化羰基化反应制得，较之以前的方法更加环保。
碳酸二甲酯可对苯胺、酚和羧酸进行甲基化，但很多反应都需高压。可以在回流DMC时加入DBU，以催化碳酸二甲酯甲基化羧酸的反应：